# Jefferson Paulino
Jefferson da Silva Paulino, mais conhecido como Jefferson Paulino, (São Paulo, 15 de novembro de 1991) é um futebolista brasileiro que atua como goleiro. Atualmente joga pelo Volta Redonda.

## Carreira
Jefferson começou nas categorias de base do Juventus onde atuou por 3 anos e disputou duas Copa São Paulo de Futebol Júnior como titular, logo em seguida deu prosseguimento a sua carreira nas categorias de base do EC São Bernardo e conquistou o título de Campeão Paulista SUB-20 da segunda divisão.
Com as boas atuações no Campeonato Paulista Sub-20, Jefferson passou a integrar a equipe titular do EC São Bernardo e logo apareceu a oportunidade de ser transferir para o Grêmio Osasco.[carece de fontes?]

### Grêmio Osasco e Osasco Audax
Em 2013, chegou ao Grêmio Osasco e defendeu a equipe no Campeonato Paulista série A2 e Copa Paulista. Com seu desempenho dentro das 4 linhas e a fusão de clubes que gerou o Osasco Audax, o goleiro foi "promovido" ao elenco que chegaria a final Campeonato Paulista do ano seguinte, em 2016. Com o vice-campeonato a equipe do Audax passou por uma grande reformulação e Jefferson Paulino assumiu a condição de titular da equipe.[carece de fontes?]
Em 2017, o clube paulista passou por dificuldades nas disputas dos campeonatos e não conseguiu brigar por grandes objetivos naquela temporada, o que culminou em seu intercâmbio para reforçar o Audax Rio.[carece de fontes?]

### Audax Rio
Em 2018, Jefferson Paulino mostrou segurança e regularidade na disputa da Copa Rio e Série B1 do Campeonato Carioca. Ganhou destaque pela qualidade e personalidade ao jogar com a bola nos pés o que atraiu o Bangu que comprou o passe do goleiro para reforçar a equipe.

### Bangu
A temporada do Bangu, em 2019, foi acima da média dos anos anteriores. Nela, o jogador chegou às semi-finais do campeonato carioca, batendo de frente em bons jogos contra Vasco da Gama e Botafogo, alcançando seus objetivos na temporada que no momento era a classificação para a série D do Campeonato Brasileiro e a vaga para disputa na Copa do Brasil. Jefferson disputou todas as partidas do Carioca e conquistou o carinho da apaixonada torcida Alvirrubra.
Foi eleito o melhor goleiro do Campeonato Carioca de 2019.

### Guarani
Com o grande destaque na temporada de 2019 e o título de melhor goleiro do campeonato carioca, Jefferson chegou ao Guarani para jogar o Campeonato Brasileiro série B. Foi titular do gol da equipe bugrina na disputa do Paulistão 2020. Depois, defendeu o time campineiro na Série B do Brasileiro de 2020. Ao todo, disputou 35 partidas defendendo a camisa bugrina.

### Inter de Limeira
Após defender o Guarani por duas temporadas, Jefferson foi contratado pela Inter de Limeira para a disputa do Campeonato Paulista de 2021.

## Títulos
EC São Bernardo
- Campeonato Paulista Sub-20 - 2ª Divisão: 2011

## Prêmios individuais
- Melhor goleiro do Campeonato Carioca: 2019